# 여자준
여자준(余子俊)은 명나라의 정치가이자, 행정가이다. 선덕(宣德) 4년(1429) 출생, 홍치(弘治) 2년(1489) 사망했다. 자는 사영(士英). 지금의 사천성 미산시(眉山市) 청신현(靑神縣) 출신이다. 경태(景泰) 연간에 진사가 되었고, 호부주사(戶部主事)가 되었다. 나중에 우부도어사(右副都御使)가 되어, 연수순무(延綏巡撫)가 되었다. 만리장성에는 척계광이 쌓은 동쪽에 북경 인근의 장성과, 여자준이 쌓은 서쪽의 연수장성(延綏長城)이 유명한데, 여자준은 그가 연수순무로 있을 당시에 자신이 직접 감독하여 만리장성을 쌓았다. 그의 장성은 동쪽으로는 청수영(淸水營)부터, 서쪽으로는 화사지(花寫池)에 이른다. 성화(成化) 12년(1476) 섬서순무(陝西巡撫)가 되었다. 서안성(西安城) 서북쪽에 수로를 개척하였으며, 때문에 한나라 때의 옛 성을 가로지르는 위하(渭河)를 가리켜 ‘여공거(余公渠)’라 부르게 되었다. 성화 20년(1484) 호부상서겸우부도어사(戶部尙書兼右副都御史)가 되어, 대동총독(大同總督)으로 임명되었다. 성화 말년에 병부상서(兵部尙書)가 되었다. 홍치(弘治) 7년(1494年) 황제에 의해 숙민(肅敏)이라는 시호를 하사받아, 뒤에 숙민공(肅敏公)이라 불리게 되었다. 《明史》卷178, 列傳66에 그의 傳이 있다.